# 石井宏 (競泳選手)
石井 宏（いしい ひろし、1939年9月21日 - ）は、東京都出身の元競泳選手でのちに解説者、共同通信記者、現在は日本大学常務理事。1960年ローマオリンピック競泳男子800m自由形リレー銀メダリスト。日本大学卒業。
義兄弟に元フィギュアスケート選手の長瀬洋子と藤森美恵子（共に、旧姓 大岩）、甥に2024年パリオリンピック総合馬術の団体銅メダリストである大岩義明がいる。